# Rafael González (judoka)
Rafael González de la Vega (ur. 24 sierpnia 1958) – meksykański judoka. Dwukrotny olimpijczyk. Zajął dwunaste miejsce w Los Angeles 1984 i dziewiętnaste w Moskwie 1980. Walczył w kategorii 60 kg.
Zdobył dwa brązowe medale na igrzyskach panamerykańskich w 1979 i 1983. Wicemistrz panamerykański w 1980 i trzeci w 1978 roku.

## Letnie Igrzyska Olimpijskie 1980
| Konkurencja | Walki            | Klas. końcowa |
| Konkurencja | 1/16             | Miejsce       |
| ----------- | ---------------- | ------------- |
| kat. 60 kg  | Ko Hyong (PRK) P | 19.           |